# 二酸化チオ尿素
二酸化チオ尿素（にさんかチオにょうそ、Thiourea dioxide）とは、化学式CH₄N₂O₂Sで表される還元剤である。

## 関連物質
- チオ尿素
- スルフィンアミド